# Robert Gentleman
Robert Gentleman (28 augustus 1923) was een Brits waterpolospeler.
Robert Gentleman nam als waterpoloër eenmaal deel aan de Olympische Spelen; in 1948. In 1948 maakte hij deel uit van het Britse team dat al in de eerste ronde verloor. Hij speelde allebei de wedstrijden.
Charles William Brand · 
Roy Garforth · 
Robert Gentleman · 
Peter Hardie · 
Ian Thompson Johnston · 
Trevor J. Lewis · 
David Murray · 
Reginald Potter · 
John Jones (R) ·
Robert Mitchell (R) ·
G. F. Weber (R)